# Kramer (Laubus-Eschbach)
Kramer is een Duits motorfietsmerk.
Het bedrijf is opgericht en gevestigd in het Taunusgebied in de Duitse deelstaat Hessen.
Voordat Fritz Kramer 'Kramer Motorradbau' oprichtte, had hij als Maico dealer en voorzitter van MSC Laubus-Eschbach veel contacten opgedaan in de MotoCross industrie, wat leidde tot het aanpassen van Maico motorfietsen begin jaren 70.
Het aanpassen leidde uiteindelijk tot de ontwikkeling van een Achterbrug en een Cantilever systeem. Rond 1975/'76 werden tussen de 50 en 80 Kramer-Maico's gebouwd, met compleet eigen frame.
Vanaf 1978 was er de capaciteit zo een 30 motorfietsen per maand afgeleverd, tussen 1976 en 1981 zijn er circa 2000 Sport motorfietsen afgeleverd. In deze periode produceerden zij enduro- en crossmotoren met Rotax-blokken van 123-, 173-, 248- en 270 cc. Toen het bedrijf in 1984 failliet ging werd de naam per opbod verkocht aan Reinhard Hallat, die in de tijd Rotax-importeur was voor Duitsland; de motorfietsen werden onder zijn leiding enkel op aanvraag gebouwd, tot het in 1987 door HRD werd overgenomen. Het bedrijf is na enkele jaren nieuw leven ingeblazen en bouwt tegenwoordig nog kleinschalig sportmotorfietsen.